# Gutshaus Schmoldow

Schloss Schmoldow um 1910

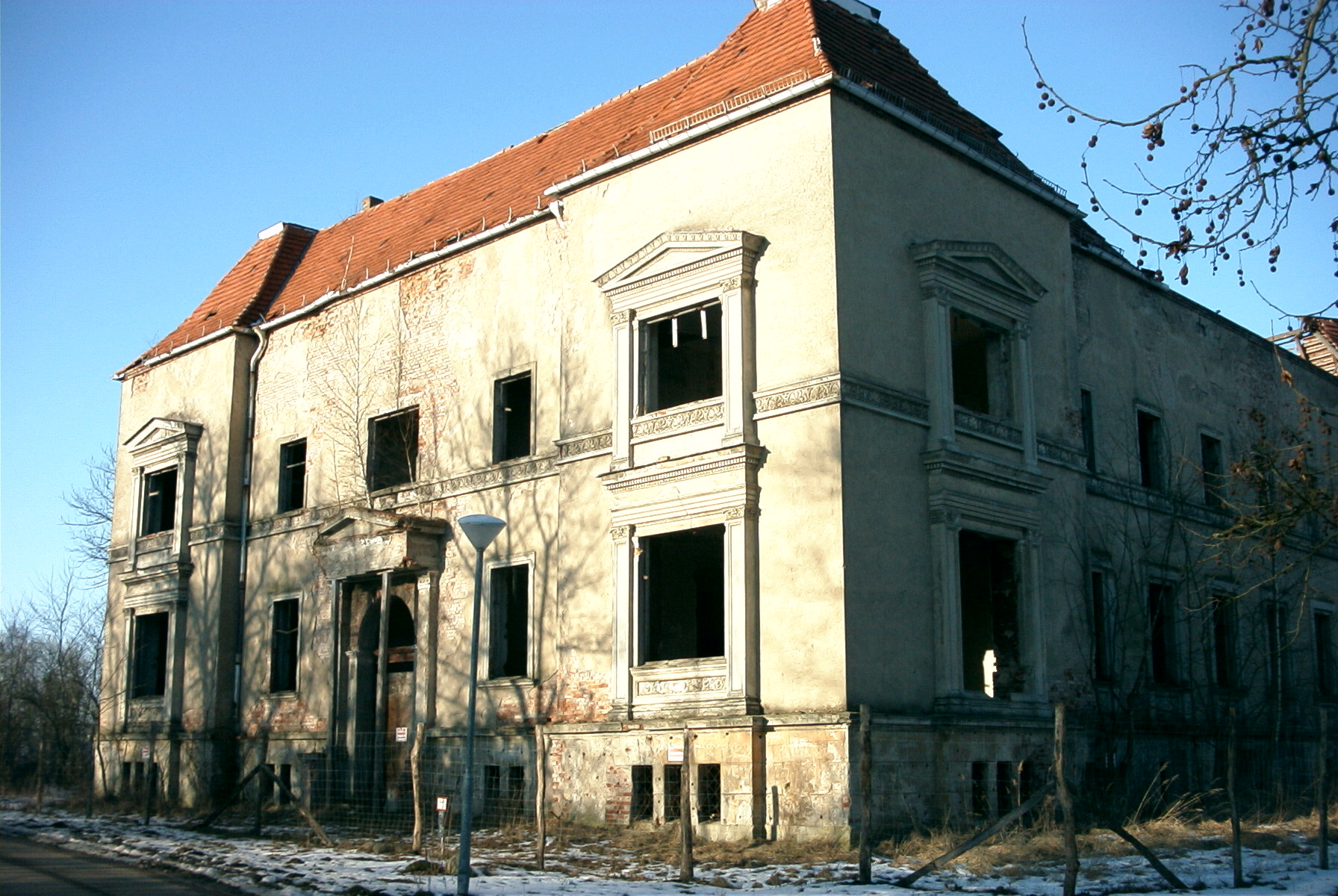
Gutshaus Schmoldow – Ruine 2003

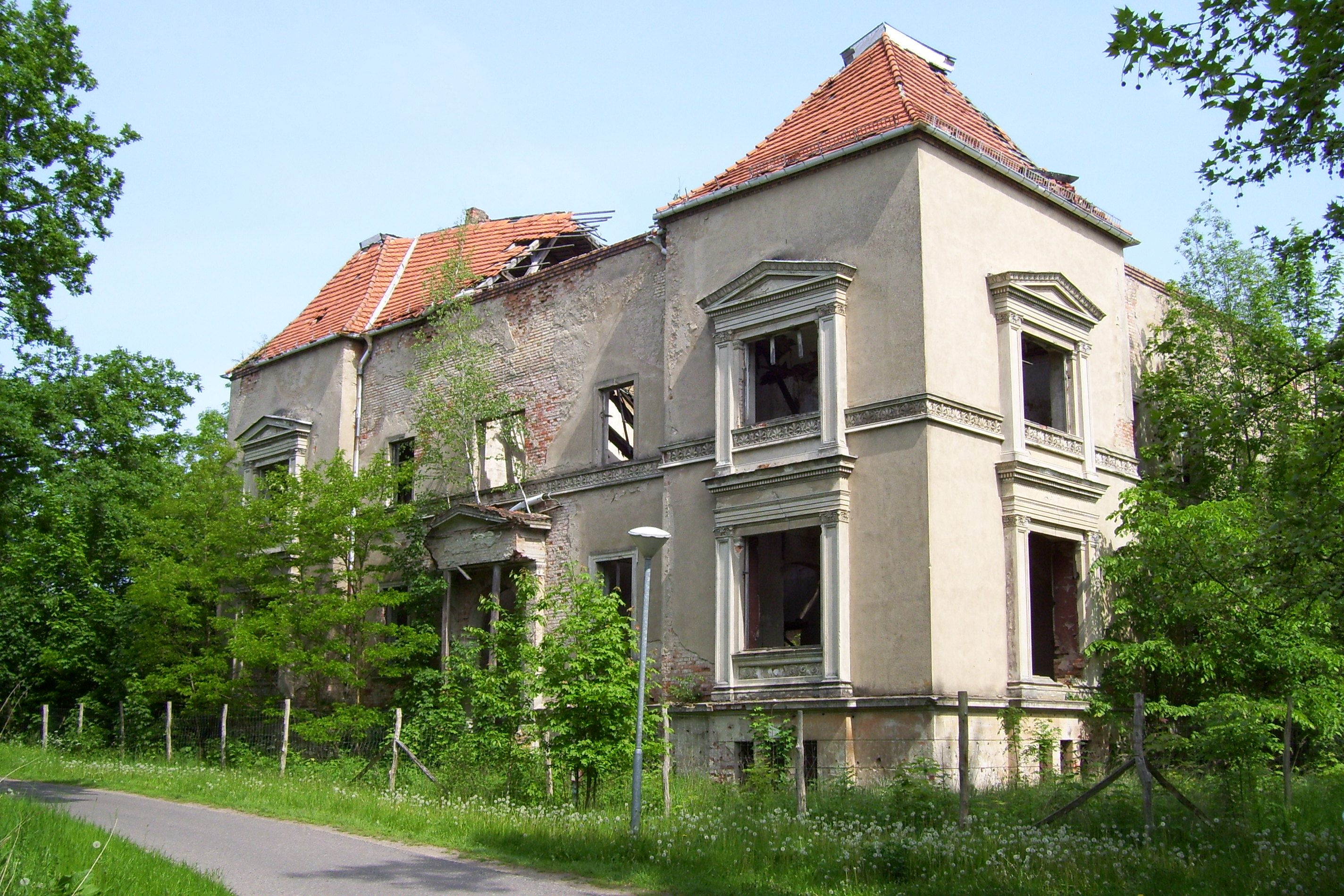
Ruine des Gutshauses Schmoldow 2009

Das Gutshaus Schmoldow ist denkmalgeschütztes leerstehendes Herrenhaus im Ortsteil Schmoldow der Gemeinde Bandelin im Landkreis Vorpommern-Greifswald.

## Geschichte
Schmoldow war im Mittelalter im Lehnsbesitz der Familie von Behr aus dem Hause Vargatz. Das Gut Schmoldow wurde bis in die zweite Hälfte des 19. Jahrhunderts von deren Stammsitz Vargatz aus verwaltet. Friedrich von Behr ließ von 1864 bis August 1867 in Schmoldow ein für die Region ungewöhnlich großes Herrenhaus errichten, um seinen Wohnsitz dorthin zu verlegen. Ursprünglich war eine noch größere vierflügelige Anlage mit Innenhof vorgesehen. Davon weist das Gebäude noch jetzt eine L-Form mit der straßenseitigen Hauptfassade und dem Ostflügel auf. Der Reichstagsabgeordnete von Behr empfing in Schmoldow unter anderem ausländische Diplomaten und Interessenten für seine Stammschäferei. Als Erbin übernahm Schmoldow 1892 seine Tochter Anna von Rauch, geb. von Behr (1865–1896), die mit dem späteren General der Kavallerie Friedrich von Rauch (1855–1935) verheiratet war. Sie wurde ihrerseits 1896 von ihrer Tochter Elisabeth von Storch, geb. von Rauch (1893–1973), beerbt. Deren Ehemann, Major a. D. Kurt von Storch, verwaltete Schmoldow bis zu ihrer entschädigungslosen Enteignung 1945.

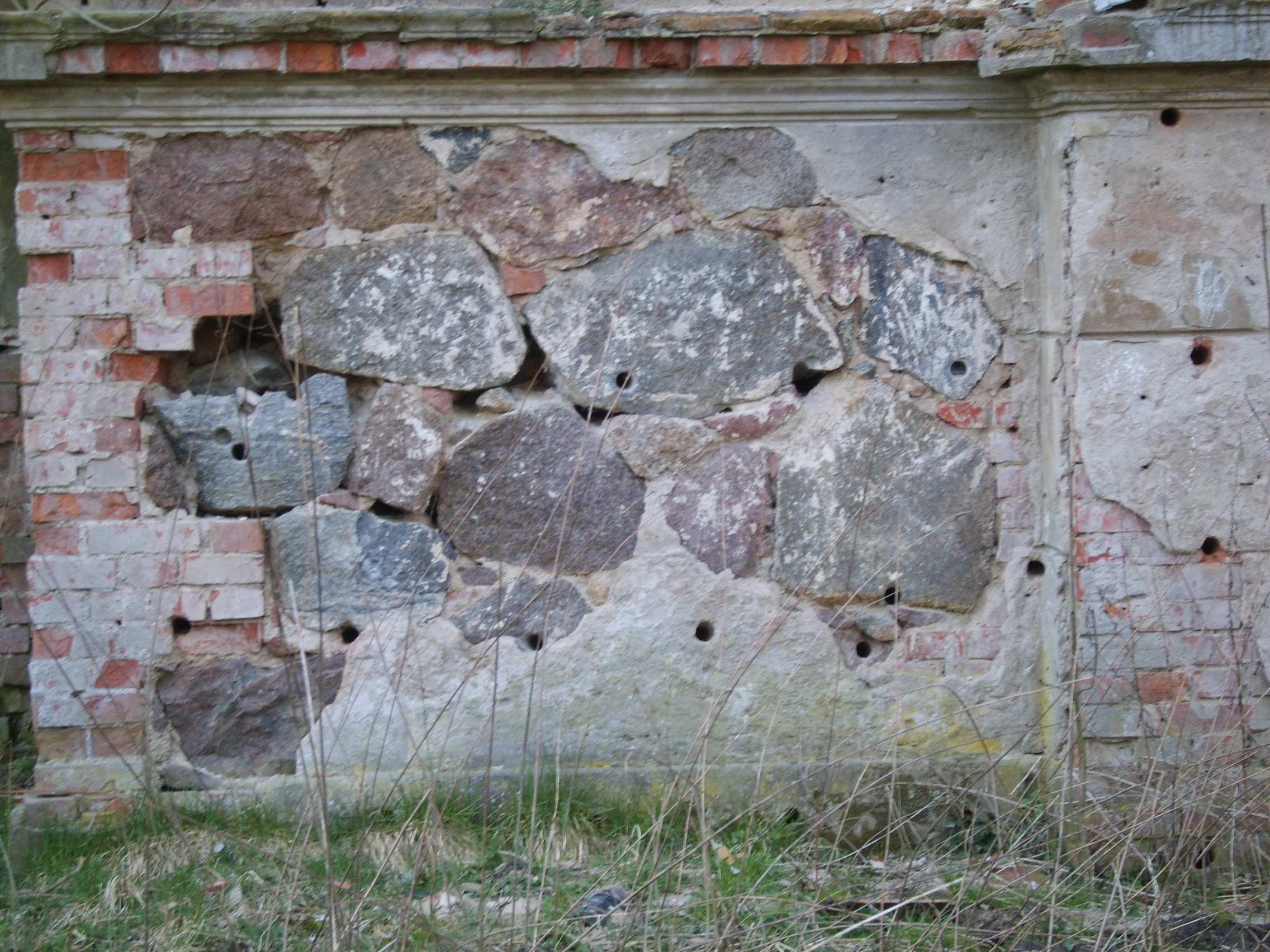
Schmoldow – Sprenglöcher im Gutshausfundament

Kurt von Storch wurde als Landwirtschaftsexperte von der sowjetischen Besatzungsmacht in der Greifswalder Kreiskommandantur angestellt. Als er 1946 Umsiedler ins Gutshaus lassen sollte, weigerte er sich, floh dann aber in den Westen. Bis 1978 war das Gebäude bewohnt, dann wurde es leer gezogen. 1980 wurde die Sprengung vorbereitet, jedoch wegen Widerspruchs seitens der Denkmalpflegebehörde nicht durchgeführt. Seitdem ist das Gebäude ungenutzt und verfällt. Der Landschaftspark ist verwildert.
Um 2000 stürzte das Dach des Ostflügels wegen Undichtheit und der daraus folgenden Fäulnis des Dachstuhls ein, es riss dabei auch die Decken der Geschosse mit. 2008 folgte in gleicher Weise der Dachstuhl des straßenseitigen Hauptflügels. Lediglich die Dachteile der Gebäudeecken stehen noch. Das Eingangsportal musste bereits vor 2000 wegen Absturzgefahr abgestützt werden, zur gleichen Zeit wurde ein Schutzzaun wegen der Unfallgefahr um das Gebäude errichtet.

## Gebäude
Der zweigeschossige Putzbau mit Fassadendekor im Stil der Neorenaissance wurde über einem hohen Sockelgeschoss mit L-förmigen Grundriss errichtet und trägt ein hohes Walmdach. Über dem rundbogigen, von ionischen Säulen gerahmten Eingangsportal befindet sich ein Architrav mit Dreiecksgiebel. An den Ecken des Gebäudes befinden sich einachsige Seitenrisalite mit pilastergerahmten und übergiebelten Fenster. Ein Palmettenfries gliedert die beiden Geschosse.